# Stéphanie Blanchoud

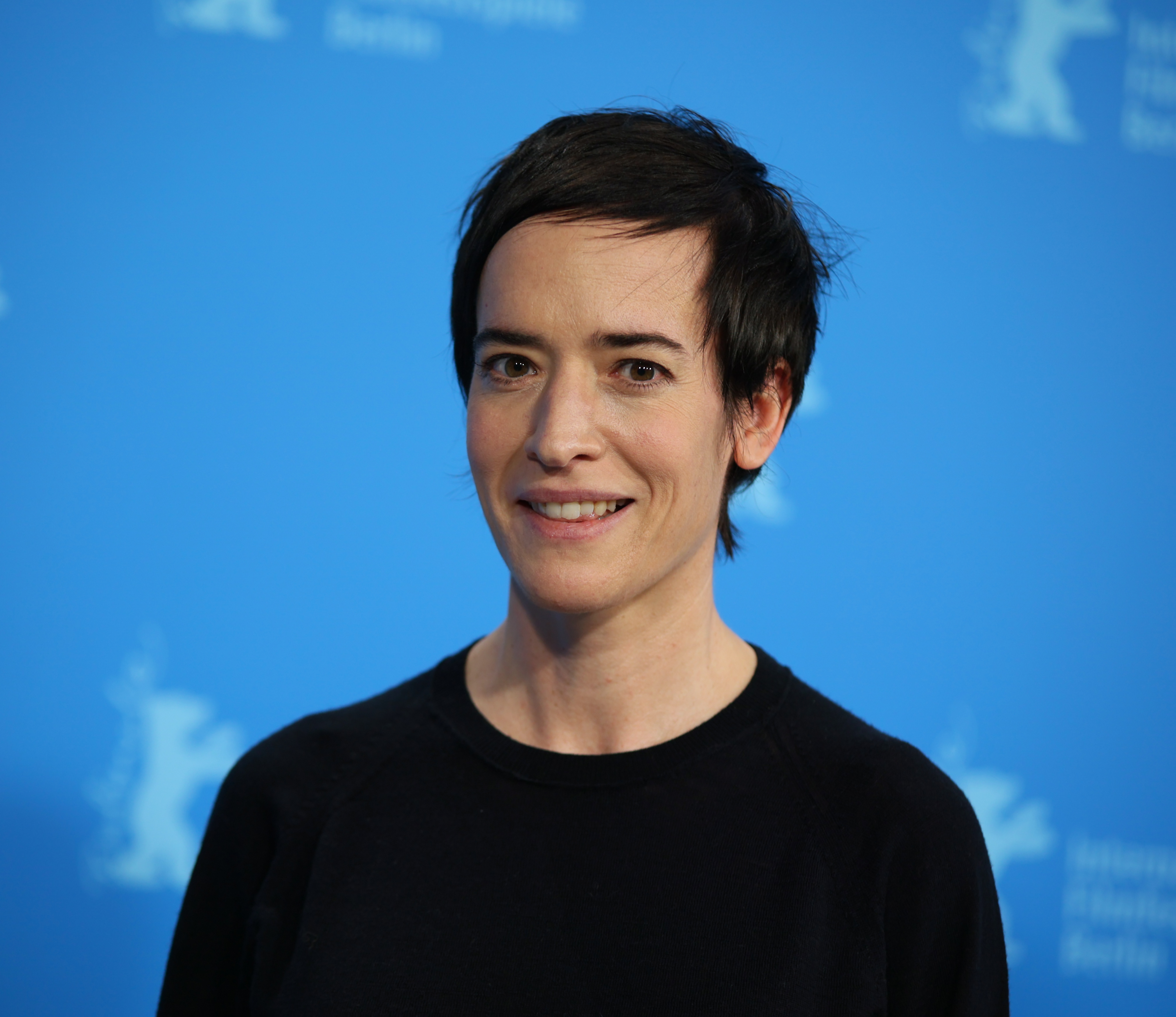
Stéphanie Blanchoud (2022)

Stéphanie Blanchoud (* 26. September 1981 in Uccle/Ukkel, Region Brüssel-Hauptstadt) ist eine belgisch-schweizerische Schauspielerin und Autorin.

## Leben und Wirken
Zwischen den Jahren 2000 und 2010 nahm Stéphanie Blanchoud Gesangsunterricht. Parallel dazu absolvierte sie eine professionelle Schauspielausbildung am Königlichen Konservatorium in Brüssel, die sie 2003 mit Auszeichnung abschloss. Danach war sie auf zahlreichen belgischen Theaterbühnen zu sehen. Sie entwickelte auch eigene Showprogramme und verfasste Texte.
Seit Ende der 2000er-Jahre ist Blanchoud auch als Film- und Fernsehschauspielerin aktiv. Für ihr Kinodebüt als Laetitia in Bernard Bellefroids Jugenddrama La régate erhielt sie eine Nominierung für den belgischen Filmpreis als beste Nachwuchsdarstellerin. Im Jahr 2022 übernahm sie in Ursula Meiers Spielfilm Die Linie die weibliche Hauptrolle und schrieb auch am Drehbuch mit. Im Rahmen der Verleihung des Schweizer Filmpreises 2023 wurde sie dafür als beste Darstellerin und für das beste Drehbuch ausgezeichnet.